# Денисов Анатолій Олексійович
Анатолій Олексійович Денисов (11 червня 1934, місто Ленінград, тепер Санкт-Петербург, Російська Федерація — 10 квітня 2010, місто Санкт-Петербург, Російська Федерація) — радянський і російський державний діяч, науковець, професор Ленінградського державного технічного університету. Член ЦК КПРС у 1990—1991 роках. Кандидат технічних наук (1964), доктор технічних наук (1972), професор (1975). Народний депутат СРСР (1989—1991).

## Життєпис
У 1958 році закінчив Ленінградський політехнічний інститут імені Калініна (нині Санкт-Петербурзький державний політехнічний університет), кафедра «Автоматика та обчислювальна техніка».
У 1958—1973 роках — інженер, асистент, доцент, у 1973—2010 роках — професор кафедри автоматики та телемеханіки електромеханічного факультету (з 1976 року — кафедри автоматики та обчислювальної техніки новоствореного факультету технічної кібернетики, з 1999 року — кафедри «Системний аналіз та управління» факультету технічної кібернетики) Ленінградського політехнічного інституту (з 1990 року — державного технічного університету).
Член КПРС з 1975 по 1991 рік.
У 1989—1991 роках — народний депутат СРСР, з березня 1990 по 1991 рік — голова Комісії Верховної ради СРСР з питань депутатської етики.
У жовтні 1991 року взяв участь у створенні Соціалістичної партії трудящих Російської Федерації, співголовою якої став разом з Роєм Медведєвим та льотчиком-космонавтом СРСР Віталієм Севастьяновим.
У березні 1992 року в числі кількох сотень депутатів, не згідних з ліквідацією Радянського Союзу в результаті Біловезьких угод, Денисов брав участь у VI Надзвичайному з'їзді народних депутатів СРСР (у Вороновому), а також у Пленумі ЦК КПРС, що відбувся тоді ж. У 1992 році в складі делегації від народних депутатів та членів лівих партій захищав інтереси КПРС у Конституційному суді.
З 1992 року — позаштатний радник голови Верховної Ради Російської Федерації Руслана Хасбулатова. З 1995 року — радник голови Державної думи Російської федерації Геннадія Селезньова.
У 1996 році призначений першим заступником голови експертно-консультаційної ради з проблем національної безпеки при голові Державної думи Російської Федерації. З 1996 по 2009 рік був керівником філії Академії національної безпеки в Санкт-Петербурзі, 
Під час роботи в Ленінградському політехнічному інституті провів основні дослідження зі створення техніки безпосереднього зв'язку із управління, розроблені різноманітні пристрої (генератори, перетворювачі, витратоміри), включаючи ЕГД-генератори високої напруги для швидкісних літальних апаратів, керуючі пристрої та перетворювачі швидкості рідин і газів, особливістю яких є повна відсутність рухливих деталей та вузлів, що робить їх нечутливими до великих прискорень та радіації) Ряд розроблених пристроїв використовувалися в оборонному комплексі Росії.
Автор 80 авторських свідоцтв та 8 патентів. Підготував 30 кандидатів та 7 докторів наук. Автор понад 300 робіт, у тому числі 6 підручників, понад 40 монографій, а також численних брошур та навчально-методичних посібників. Основні праці: «Сучасні проблеми системного аналізу», «Основи теорії систем та системного аналізу», «Теорія систем та системний аналіз», «Теорія систем», «Теорія великих систем управління», «Гідравлічні та пневматичні пристрої автоматики», «Електрогідро- та електрогазодинамічні пристрої автоматики», «Теоретичні засади кібернетики: інформаційне поле», «Вступ до інформаційного аналізу систем», «Інформаційні засади управління», «Макроекономічне управління і моделювання: Посібник для реформаторів-початківців», «Міфи теорії відносності», «Коригування фундаменту сучасної фізики», «Основи теорії відображення руху», «Єдина (загальна) теорія поля» та ін.
Помер 10 квітня 2010 року в Санкт-Петербурзі, похований у Всеволозьку (Мельничний Ручай) Ленінградської області.

## Нагороди і звання
- медаль «Ветеран праці»
- медаль імені академіка АН СРСР С.П. Корольова
- медаль академіка С.І. Рєпєва
- Заслужений діяч науки Російської Федерації
- Почесний працівник вищої професійної освіти Російської Федерації
- знак Державного комітету освіти СРСР «За відмінні успіхи в роботі»